# Lidia Książkiewicz
Lidia Książkiewicz (n. 1977) es una música, artista, pianista y organista polaca residente en Francia.

## Biografía
Nacida en 1977 en Poznan, Polonia, comenzó sus estudios de piano a la edad de 5 años y órgano a la edad de 20. Después de brillantes estudios en las academias de Bydgoszcz y Poznan donde obtuvo los diplomas de educación superior de piano (primer premio) y órgano (primer premio con honores), respectivamente, recibió otros honores en competiciones internacionales: primer Premio en la competencia internacional de música del siglo XX de Varsovia en 1994, primer premio en la competencia Internacional de Órgano de Rimini en Italia (2004), ganadora del concurso Internacional de Órgano en Haarlem, Países Bajos (Concurso César Franck, 2000) y competencia internacional Reger/Messiaen Graz (Austria) en el 2003.
Llegó a Francia para perfeccionarse, ganó el concurso Grand Prix Florentz de la Academia de Bellas Artes de la ciudad de Angers y también ganó el primer puesto por perfeccionamiento (por una unanimidad) en el Conservatorio de San Mauro en órgano y medalla de oro por clavicordio. En 2004, fue finalista del prestigioso Concurso Internacional de Órgano de Chartres.
Ya ha dado en muchos países europeos (Francia, Polonia, Luxemburgo, Holanda, Alemania, Italia, República Checa, Italia, Eslovaquia, Albania, Dinamarca, Austria, España).
Además de su pianista y organista capacitado, Lidia Ksiazkiewicz ha realizado extensos estudios de pedagogía (título nacional en la enseñanza de órgano y piano) y publicó un libro sobre la contribución de la técnica del piano romántico con repertorio para órgano .
Como solista ha trabajado con orquestas sinfónicas en Eslovaquia y Polonia.
Ella hizo grabaciones para la radio y la televisión en Europa (Viena - ORF, Varsovia - Polskie Radio Tirana - TV1).
Lidia Ksiazkiewicz actualmente tiene el gran órgano de la catedral de Laon y enseña en el Conservatorio de Estrasburgo.
También fue invitada como jurado en concursos internacionales órgano y piano.